# Kulladals församling
Kulladals församling var en församling i Malmö Södra kontrakt i Lunds stift. Församlingen låg i Malmö kommun i Skåne län och utgjorde ett eget pastorat. Församlingen uppgick 2014 i Hyllie församling med en mindre del till Fosie församling.

## Administrativ historik
Församlingen bildades 1969 genom en utbrytning ur Fosie församling och utgjorde därefter till 2014 ett eget pastorat. Församlingen uppgick 2014 i Hyllie församling med en mindre del till Fosie församling.

## Kyrkor
- Sankt Mikaels kyrka